# Норцовка
Норцовка (укр. Норцівка), село, 
Залиманский сельский совет,
Балаклейский район,
Харьковская область.
Код КОАТУУ — 6320282803. Население по переписи 2001 г. составляет 220 (105/115 м/ж) человек.
В селе есть молочно-товарная ферма и лесничество.

## Географическое положение
С востока село Норцовка окружает сосновый лес. В 1 км на юг протекает река Северский Донец.

## Достопримечательности
- Братская могила советских воинов